# Alba (Missouri)
Alba é uma cidade localizada no estado americano de Missouri, no Condado de Jasper.

## Demografia
Segundo o censo americano de 2000, a sua população era de 588 habitantes.
Em 2006, foi estimada uma população de 569, um decréscimo de 19 (-3.2%).

## Geografia
De acordo com o United States Census Bureau tem uma área de
0,8 km², dos quais 0,8 km² cobertos por terra e 0,0 km² cobertos por água.

## Localidades na vizinhança
O diagrama seguinte representa as localidades num raio de 8 km ao redor de Alba.